# Tour de Catalogne 2022
La 101e édition du Tour de Catalogne, une course cycliste sur route masculine, a lieu du 21 au 27 mars 2022 en Catalogne, en Espagne. La course fait partie du calendrier UCI World Tour 2022 en catégorie 2.UWT.

## Présentation

### Équipes
En tant qu'épreuve World Tour, les 18 UCI WorldTeams participent automatiquement à la course. 
| WorldTeams (18)- AG2R Citroën Team - Astana Qazaqstan Team - Bahrain Victorious - Bora-Hansgrohe - Cofidis - EF Education-EasyPost - Groupama-FDJ - Ineos Grenadiers - Intermarché-Wanty-Gobert Matériaux - Israel-Premier Tech - Jumbo-Visma - Lotto-Soudal - Movistar Team - Quick-Step Alpha Vinyl - BikeExchange-Jayco - Team DSM - Trek-Segafredo - UAE Team Emirates ProTeams (6)- Arkéa-Samsic - Burgos-BH - Caja Rural-Seguros RGA - Euskaltel-Euskadi - Equipo Kern Pharma - Uno-X Pro Cycling Team |
| |

### Favoris
Le Britannique Simon Yates (Team BikeExchange) fait figure de principal favori à la victoire finale. Les autres candidats aux premières places du classement général sont l’Australien Richie Porte et l'Équatorien Richard Carapaz (Ineos Grenadiers), le Colombien Nairo Quintana (Arkéa Samsic), l'Espagnol Alejandro Valverde (Movistar), le Français Guillaume Martin (Cofidis), le Portugais João Almeida (UAE Emirates) et le Canadien Michael Woods (Israel Premier Tech).

## Étapes
| Étape     | Date    | Villes étapes                                 | type                      | Distance (km) | Dénivelé (m) | Vainqueur d'étape | Leader du classement général |
| --------- | ------- | --------------------------------------------- | ------------------------- | ------------- | ------------ | ----------------- | ---------------------------- |
| 1re étape | 21 mars | Sant Feliu de Guíxols – Sant Feliu de Guíxols | étape de plaine           | 171           | 1 968 m      | Michael Matthews  | Michael Matthews             |
| 2e étape  | 22 mars | L'Escala – Perpignan                          | étape de plaine           | 202,5         | 2 404 m      | Kaden Groves      | Jonas Iversby Hvideberg      |
| 3e étape  | 23 mars | Perpignan – La Molina                         | étape de montagne         | 161,1         | 3 486 m      | Ben O'Connor      | Ben O'Connor                 |
| 4e étape  | 24 mars | La Seu d'Urgell – Boí Taüll                   | étape de montagne         | 166,5         | 3 400 m      | João Almeida      | Nairo Quintana               |
| 5e étape  | 25 mars | Pobla de Segur – Vilanova i la Geltrú         | étape de plaine           | 206           | 2 760 m      | Ethan Vernon      | João Almeida                 |
| 6e étape  | 26 mars | Salou – Cambrils                              | étape de moyenne montagne | 167,5         | 3 014 m      | Richard Carapaz   | Sergio Higuita               |
| 7e étape  | 27 mars | Barcelone – Barcelone                         | étape de moyenne montagne | 138,5         | 2 337 m      | Andrea Bagioli    | Sergio Higuita               |

## Déroulement de la course

### 1reétape
| \| Classement de l'étape \| Classement de l'étape \| Classement de l'étape \| Classement de l'étape \| Classement de l'étape \| \| Coureur \| Coureur \| Pays \| Équipe \| Temps \| \| --------------------- \| --------------------- \| --------------------- \| ---------------------- \| --------------------- \| \| 1er \| Michael Matthews \| Australie \| BikeExchange-Jayco \| 3 h 47 min 11 s \| \| 2e \| Sonny Colbrelli \| Italie \| Bahrain Victorious \| + 0 s \| \| 3e \| Quentin Pacher \| France \| Groupama-FDJ \| + 0 s \| \| 4e \| Andrea Bagioli \| Italie \| Quick-Step Alpha Vinyl \| + 0 s \| \| 5e \| Sergio Higuita \| Colombie \| Bora-Hansgrohe \| + 0 s \| \| 6e \| Mattias Skjelmose \| Danemark \| Trek-Segafredo \| + 0 s \| \| 7e \| Simon Clarke \| Australie \| Israel-Premier Tech \| + 0 s \| \| 8e \| Eduard Prades \| Espagne \| Caja Rural-Seguros RGA \| + 0 s \| \| 9e \| Hugo Hofstetter \| France \| Arkéa-Samsic \| + 0 s \| \| 10e \| Attila Valter \| Hongrie \| Groupama-FDJ \| + 0 s \| |                   |           |                        |                 |
| |                   |           |                        |                 |
| Source : ProCyclingStats |                   |           |                        |                 |
| Classement de l'étape |                   |           |                        |                 |
| Coureur | Coureur           | Pays      | Équipe                 | Temps           |
| 1er | Michael Matthews  | Australie | BikeExchange-Jayco     | 3 h 47 min 11 s |
| 2e | Sonny Colbrelli   | Italie    | Bahrain Victorious     | + 0 s           |
| 3e | Quentin Pacher    | France    | Groupama-FDJ           | + 0 s           |
| 4e | Andrea Bagioli    | Italie    | Quick-Step Alpha Vinyl | + 0 s           |
| 5e | Sergio Higuita    | Colombie  | Bora-Hansgrohe         | + 0 s           |
| 6e | Mattias Skjelmose | Danemark  | Trek-Segafredo         | + 0 s           |
| 7e | Simon Clarke      | Australie | Israel-Premier Tech    | + 0 s           |
| 8e | Eduard Prades     | Espagne   | Caja Rural-Seguros RGA | + 0 s           |
| 9e | Hugo Hofstetter   | France    | Arkéa-Samsic           | + 0 s           |
| 10e | Attila Valter     | Hongrie   | Groupama-FDJ           | + 0 s           |

| \| Classement général \| Classement général \| Classement général \| Classement général \| Classement général \| \| Coureur \| Coureur \| Pays \| Équipe \| Temps \| \| ------------------ \| ----------------------- \| ------------------ \| ---------------------- \| ------------------ \| \| 1er \| Michael Matthews \| Australie \| BikeExchange-Jayco \| 3 h 47 min 01 s \| \| 2e \| Sonny Colbrelli \| Italie \| Bahrain Victorious \| + 4 s \| \| 3e \| Jonas Iversby Hvideberg \| Norvège \| Team DSM \| + 4 s \| \| 4e \| Quentin Pacher \| France \| Groupama-FDJ \| + 6 s \| \| 5e \| Andrea Bagioli \| Italie \| Quick-Step Alpha Vinyl \| + 10 s \| \| 6e \| Sergio Higuita \| Colombie \| Bora-Hansgrohe \| + 10 s \| \| 7e \| Mattias Skjelmose \| Danemark \| Trek-Segafredo \| + 10 s \| \| 8e \| Simon Clarke \| Australie \| Israel-Premier Tech \| + 10 s \| \| 9e \| Eduard Prades \| Espagne \| Caja Rural-Seguros RGA \| + 10 s \| \| 10e \| Attila Valter \| Hongrie \| Groupama-FDJ \| + 10 s \| |                         |           |                        |                 |
| |                         |           |                        |                 |
| Source : ProCyclingStats |                         |           |                        |                 |
| Classement général |                         |           |                        |                 |
| Coureur | Coureur                 | Pays      | Équipe                 | Temps           |
| 1er | Michael Matthews        | Australie | BikeExchange-Jayco     | 3 h 47 min 01 s |
| 2e | Sonny Colbrelli         | Italie    | Bahrain Victorious     | + 4 s           |
| 3e | Jonas Iversby Hvideberg | Norvège   | Team DSM               | + 4 s           |
| 4e | Quentin Pacher          | France    | Groupama-FDJ           | + 6 s           |
| 5e | Andrea Bagioli          | Italie    | Quick-Step Alpha Vinyl | + 10 s          |
| 6e | Sergio Higuita          | Colombie  | Bora-Hansgrohe         | + 10 s          |
| 7e | Mattias Skjelmose       | Danemark  | Trek-Segafredo         | + 10 s          |
| 8e | Simon Clarke            | Australie | Israel-Premier Tech    | + 10 s          |
| 9e | Eduard Prades           | Espagne   | Caja Rural-Seguros RGA | + 10 s          |
| 10e | Attila Valter           | Hongrie   | Groupama-FDJ           | + 10 s          |

### 2eétape
| \| Classement de l'étape \| Classement de l'étape \| Classement de l'étape \| Classement de l'étape \| Classement de l'étape \| \| Coureur \| Coureur \| Pays \| Équipe \| Temps \| \| --------------------- \| --------------------- \| --------------------- \| ---------------------- \| --------------------- \| \| 1er \| Kaden Groves \| Australie \| BikeExchange-Jayco \| 4 h 44 min 28 s \| \| 2e \| Phil Bauhaus \| Allemagne \| Bahrain Victorious \| + 0 s \| \| 3e \| Hugo Hofstetter \| France \| Arkéa-Samsic \| + 0 s \| \| 4e \| Ethan Vernon \| Royaume-Uni \| Quick-Step Alpha Vinyl \| + 0 s \| \| 5e \| Sebastián Molano \| Colombie \| UAE Team Emirates \| + 0 s \| \| 6e \| Manuel Peñalver \| Espagne \| Burgos-BH \| + 0 s \| \| 7e \| Michael Matthews \| Australie \| BikeExchange-Jayco \| + 0 s \| \| 8e \| Steven Kruijswijk \| Pays-Bas \| Jumbo-Visma \| + 0 s \| \| 9e \| Henri Vandenabeele \| Belgique \| Team DSM \| + 0 s \| \| 10e \| Mattias Skjelmose \| Danemark \| Trek-Segafredo \| + 0 s \| |                    |             |                        |                 |
| |                    |             |                        |                 |
| Source : ProCyclingStats |                    |             |                        |                 |
| Classement de l'étape |                    |             |                        |                 |
| Coureur | Coureur            | Pays        | Équipe                 | Temps           |
| 1er | Kaden Groves       | Australie   | BikeExchange-Jayco     | 4 h 44 min 28 s |
| 2e | Phil Bauhaus       | Allemagne   | Bahrain Victorious     | + 0 s           |
| 3e | Hugo Hofstetter    | France      | Arkéa-Samsic           | + 0 s           |
| 4e | Ethan Vernon       | Royaume-Uni | Quick-Step Alpha Vinyl | + 0 s           |
| 5e | Sebastián Molano   | Colombie    | UAE Team Emirates      | + 0 s           |
| 6e | Manuel Peñalver    | Espagne     | Burgos-BH              | + 0 s           |
| 7e | Michael Matthews   | Australie   | BikeExchange-Jayco     | + 0 s           |
| 8e | Steven Kruijswijk  | Pays-Bas    | Jumbo-Visma            | + 0 s           |
| 9e | Henri Vandenabeele | Belgique    | Team DSM               | + 0 s           |
| 10e | Mattias Skjelmose  | Danemark    | Trek-Segafredo         | + 0 s           |

| \| Classement général \| Classement général \| Classement général \| Classement général \| Classement général \| \| Coureur \| Coureur \| Pays \| Équipe \| Temps \| \| ------------------ \| ----------------------- \| ------------------ \| ---------------------------------- \| ------------------ \| \| 1er \| Jonas Iversby Hvideberg \| Norvège \| Team DSM \| 8 h 31 min 28 s \| \| 2e \| Michael Matthews \| Australie \| BikeExchange-Jayco \| + 1 s \| \| 3e \| Hugo Hofstetter \| France \| Arkéa-Samsic \| + 7 s \| \| 4e \| Mattias Skjelmose \| Danemark \| Trek-Segafredo \| + 11 s \| \| 5e \| Sebastián Molano \| Colombie \| UAE Team Emirates \| + 11 s \| \| 6e \| Giulio Ciccone \| Italie \| Trek-Segafredo \| + 11 s \| \| 7e \| Tobias Johannessen \| Norvège \| Uno-X Pro Cycling Team \| + 11 s \| \| 8e \| Sergio Higuita \| Colombie \| Bora-Hansgrohe \| + 11 s \| \| 9e \| Jan Bakelants \| Belgique \| Intermarché-Wanty-Gobert Matériaux \| + 11 s \| \| 10e \| Sam Oomen \| Pays-Bas \| Jumbo-Visma \| + 11 s \| |                         |           |                                    |                 |
| |                         |           |                                    |                 |
| Source : ProCyclingStats |                         |           |                                    |                 |
| Classement général |                         |           |                                    |                 |
| Coureur | Coureur                 | Pays      | Équipe                             | Temps           |
| 1er | Jonas Iversby Hvideberg | Norvège   | Team DSM                           | 8 h 31 min 28 s |
| 2e | Michael Matthews        | Australie | BikeExchange-Jayco                 | + 1 s           |
| 3e | Hugo Hofstetter         | France    | Arkéa-Samsic                       | + 7 s           |
| 4e | Mattias Skjelmose       | Danemark  | Trek-Segafredo                     | + 11 s          |
| 5e | Sebastián Molano        | Colombie  | UAE Team Emirates                  | + 11 s          |
| 6e | Giulio Ciccone          | Italie    | Trek-Segafredo                     | + 11 s          |
| 7e | Tobias Johannessen      | Norvège   | Uno-X Pro Cycling Team             | + 11 s          |
| 8e | Sergio Higuita          | Colombie  | Bora-Hansgrohe                     | + 11 s          |
| 9e | Jan Bakelants           | Belgique  | Intermarché-Wanty-Gobert Matériaux | + 11 s          |
| 10e | Sam Oomen               | Pays-Bas  | Jumbo-Visma                        | + 11 s          |

### 3eétape
| \| Classement de l'étape \| Classement de l'étape \| Classement de l'étape \| Classement de l'étape \| Classement de l'étape \| \| Coureur \| Coureur \| Pays \| Équipe \| Temps \| \| --------------------- \| --------------------- \| --------------------- \| ---------------------- \| --------------------- \| \| 1er \| Ben O'Connor \| Australie \| AG2R Citroën Team \| 4 h 12 min 51 s \| \| 2e \| Juan Ayuso \| Espagne \| UAE Team Emirates \| + 6 s \| \| 3e \| Nairo Quintana \| Colombie \| Arkéa-Samsic \| + 6 s \| \| 4e \| Sergio Higuita \| Colombie \| Bora-Hansgrohe \| + 6 s \| \| 5e \| João Almeida \| Portugal \| UAE Team Emirates \| + 6 s \| \| 6e \| Wout Poels \| Pays-Bas \| Bahrain Victorious \| + 6 s \| \| 7e \| Giulio Ciccone \| Italie \| Trek-Segafredo \| + 6 s \| \| 8e \| Tobias Johannessen \| Norvège \| Uno-X Pro Cycling Team \| + 6 s \| \| 9e \| Guillaume Martin \| France \| Cofidis \| + 6 s \| \| 10e \| Damien Howson \| Australie \| BikeExchange-Jayco \| + 9 s \| |                    |           |                        |                 |
| |                    |           |                        |                 |
| Source : ProCyclingStats |                    |           |                        |                 |
| Classement de l'étape |                    |           |                        |                 |
| Coureur | Coureur            | Pays      | Équipe                 | Temps           |
| 1er | Ben O'Connor       | Australie | AG2R Citroën Team      | 4 h 12 min 51 s |
| 2e | Juan Ayuso         | Espagne   | UAE Team Emirates      | + 6 s           |
| 3e | Nairo Quintana     | Colombie  | Arkéa-Samsic           | + 6 s           |
| 4e | Sergio Higuita     | Colombie  | Bora-Hansgrohe         | + 6 s           |
| 5e | João Almeida       | Portugal  | UAE Team Emirates      | + 6 s           |
| 6e | Wout Poels         | Pays-Bas  | Bahrain Victorious     | + 6 s           |
| 7e | Giulio Ciccone     | Italie    | Trek-Segafredo         | + 6 s           |
| 8e | Tobias Johannessen | Norvège   | Uno-X Pro Cycling Team | + 6 s           |
| 9e | Guillaume Martin   | France    | Cofidis                | + 6 s           |
| 10e | Damien Howson      | Australie | BikeExchange-Jayco     | + 9 s           |

| \| Classement général \| Classement général \| Classement général \| Classement général \| Classement général \| \| Coureur \| Coureur \| Pays \| Équipe \| Temps \| \| ------------------ \| ------------------ \| ------------------ \| ---------------------- \| ------------------ \| \| 1er \| Ben O'Connor \| Australie \| AG2R Citroën Team \| 12 h 44 min 20 s \| \| 2e \| Juan Ayuso \| Espagne \| UAE Team Emirates \| + 10 s \| \| 3e \| Nairo Quintana \| Colombie \| Arkéa-Samsic \| + 12 s \| \| 4e \| Sergio Higuita \| Colombie \| Bora-Hansgrohe \| + 16 s \| \| 5e \| Giulio Ciccone \| Italie \| Trek-Segafredo \| + 16 s \| \| 6e \| Tobias Johannessen \| Norvège \| Uno-X Pro Cycling Team \| + 16 s \| \| 7e \| Wout Poels \| Pays-Bas \| Bahrain Victorious \| + 16 s \| \| 8e \| Guillaume Martin \| France \| Cofidis \| + 16 s \| \| 9e \| João Almeida \| Portugal \| UAE Team Emirates \| + 16 s \| \| 10e \| Steven Kruijswijk \| Pays-Bas \| Jumbo-Visma \| + 19 s \| |                    |           |                        |                  |
| |                    |           |                        |                  |
| Source : ProCyclingStats |                    |           |                        |                  |
| Classement général |                    |           |                        |                  |
| Coureur | Coureur            | Pays      | Équipe                 | Temps            |
| 1er | Ben O'Connor       | Australie | AG2R Citroën Team      | 12 h 44 min 20 s |
| 2e | Juan Ayuso         | Espagne   | UAE Team Emirates      | + 10 s           |
| 3e | Nairo Quintana     | Colombie  | Arkéa-Samsic           | + 12 s           |
| 4e | Sergio Higuita     | Colombie  | Bora-Hansgrohe         | + 16 s           |
| 5e | Giulio Ciccone     | Italie    | Trek-Segafredo         | + 16 s           |
| 6e | Tobias Johannessen | Norvège   | Uno-X Pro Cycling Team | + 16 s           |
| 7e | Wout Poels         | Pays-Bas  | Bahrain Victorious     | + 16 s           |
| 8e | Guillaume Martin   | France    | Cofidis                | + 16 s           |
| 9e | João Almeida       | Portugal  | UAE Team Emirates      | + 16 s           |
| 10e | Steven Kruijswijk  | Pays-Bas  | Jumbo-Visma            | + 19 s           |

### 4eétape
George Bennett attaque au début de l'ascension finale, il rejoint Bruno Armirail le dernier échappé. Ils restent ensemble jusqu'à ce que la pente devienne plus prononcée aux quatre derniers kilomètres. Le peloton est alors mené par l'équipe Ineos. Carapaz attaque, Higuita le suit, Almeida revient avec Quintana. Carapaz perd quelques mètres et le trio se dispute la victoire. Le Portugais gagne l'étape, bien qu'il revienne au classement général au même temps que Quintana, les places sur l'étape précédente permettent de décerner le porteur du maillot.
| \| Classement de l'étape \| Classement de l'étape \| Classement de l'étape \| Classement de l'étape \| Classement de l'étape \| \| Coureur \| Coureur \| Pays \| Équipe \| Temps \| \| --------------------- \| --------------------- \| --------------------- \| ---------------------- \| --------------------- \| \| 1er \| João Almeida \| Portugal \| UAE Team Emirates \| 4 h 20 min 27 s \| \| 2e \| Nairo Quintana \| Colombie \| Arkéa-Samsic \| + 0 s \| \| 3e \| Sergio Higuita \| Colombie \| Bora-Hansgrohe \| + 0 s \| \| 4e \| Wout Poels \| Pays-Bas \| Bahrain Victorious \| + 7 s \| \| 5e \| Tobias Johannessen \| Norvège \| Uno-X Pro Cycling Team \| + 13 s \| \| 6e \| Juan Ayuso \| Espagne \| UAE Team Emirates \| + 13 s \| \| 7e \| Richard Carapaz \| Équateur \| Ineos Grenadiers \| + 13 s \| \| 8e \| Jai Hindley \| Australie \| Bora-Hansgrohe \| + 13 s \| \| 9e \| Carlos Rodríguez \| Espagne \| Ineos Grenadiers \| + 13 s \| \| 10e \| Guillaume Martin \| France \| Cofidis \| + 13 s \| |                    |           |                        |                 |
| |                    |           |                        |                 |
| Source : ProCyclingStats |                    |           |                        |                 |
| Classement de l'étape |                    |           |                        |                 |
| Coureur | Coureur            | Pays      | Équipe                 | Temps           |
| 1er | João Almeida       | Portugal  | UAE Team Emirates      | 4 h 20 min 27 s |
| 2e | Nairo Quintana     | Colombie  | Arkéa-Samsic           | + 0 s           |
| 3e | Sergio Higuita     | Colombie  | Bora-Hansgrohe         | + 0 s           |
| 4e | Wout Poels         | Pays-Bas  | Bahrain Victorious     | + 7 s           |
| 5e | Tobias Johannessen | Norvège   | Uno-X Pro Cycling Team | + 13 s          |
| 6e | Juan Ayuso         | Espagne   | UAE Team Emirates      | + 13 s          |
| 7e | Richard Carapaz    | Équateur  | Ineos Grenadiers       | + 13 s          |
| 8e | Jai Hindley        | Australie | Bora-Hansgrohe         | + 13 s          |
| 9e | Carlos Rodríguez   | Espagne   | Ineos Grenadiers       | + 13 s          |
| 10e | Guillaume Martin   | France    | Cofidis                | + 13 s          |

| \| Classement général \| Classement général \| Classement général \| Classement général \| Classement général \| \| Coureur \| Coureur \| Pays \| Équipe \| Temps \| \| ------------------ \| ------------------ \| ------------------ \| ---------------------- \| ------------------ \| \| 1er \| Nairo Quintana \| Colombie \| Arkéa-Samsic \| + 17 h 04 min 53 s \| \| 2e \| João Almeida \| Portugal \| UAE Team Emirates \| + 0 s \| \| 3e \| Sergio Higuita \| Colombie \| Bora-Hansgrohe \| + 6 s \| \| 4e \| Ben O'Connor \| Australie \| AG2R Citroën Team \| + 16 s \| \| 5e \| Juan Ayuso \| Espagne \| UAE Team Emirates \| + 17 s \| \| 6e \| Wout Poels \| Pays-Bas \| Bahrain Victorious \| + 17 s \| \| 7e \| Tobias Johannessen \| Norvège \| Uno-X Pro Cycling Team \| + 23 s \| \| 8e \| Guillaume Martin \| France \| Cofidis \| + 23 s \| \| 9e \| Richard Carapaz \| Équateur \| Ineos Grenadiers \| + 26 s \| \| 10e \| Torstein Træen \| Norvège \| Uno-X Pro Cycling Team \| + 34 s \| |                    |           |                        |                    |
| |                    |           |                        |                    |
| Source : ProCyclingStats |                    |           |                        |                    |
| Classement général |                    |           |                        |                    |
| Coureur | Coureur            | Pays      | Équipe                 | Temps              |
| 1er | Nairo Quintana     | Colombie  | Arkéa-Samsic           | + 17 h 04 min 53 s |
| 2e | João Almeida       | Portugal  | UAE Team Emirates      | + 0 s              |
| 3e | Sergio Higuita     | Colombie  | Bora-Hansgrohe         | + 6 s              |
| 4e | Ben O'Connor       | Australie | AG2R Citroën Team      | + 16 s             |
| 5e | Juan Ayuso         | Espagne   | UAE Team Emirates      | + 17 s             |
| 6e | Wout Poels         | Pays-Bas  | Bahrain Victorious     | + 17 s             |
| 7e | Tobias Johannessen | Norvège   | Uno-X Pro Cycling Team | + 23 s             |
| 8e | Guillaume Martin   | France    | Cofidis                | + 23 s             |
| 9e | Richard Carapaz    | Équateur  | Ineos Grenadiers       | + 26 s             |
| 10e | Torstein Træen     | Norvège   | Uno-X Pro Cycling Team | + 34 s             |

### 5eétape
| \| Classement de l'étape \| Classement de l'étape \| Classement de l'étape \| Classement de l'étape \| Classement de l'étape \| \| Coureur \| Coureur \| Pays \| Équipe \| Temps \| \| --------------------- \| --------------------- \| --------------------- \| ---------------------- \| --------------------- \| \| 1er \| Ethan Vernon \| Royaume-Uni \| Quick-Step Alpha Vinyl \| 5 h 21 min 17 s \| \| 2e \| Phil Bauhaus \| Allemagne \| Bahrain Victorious \| + 0 s \| \| 3e \| Dorian Godon \| France \| AG2R Citroën Team \| + 0 s \| \| 4e \| Guillaume Boivin \| Canada \| Israel-Premier Tech \| + 0 s \| \| 5e \| Kaden Groves \| Australie \| BikeExchange-Jayco \| + 0 s \| \| 6e \| Martin Laas \| Estonie \| Bora-Hansgrohe \| + 0 s \| \| 7e \| Manuel Peñalver \| Espagne \| Burgos-BH \| + 0 s \| \| 8e \| Ivo Oliveira \| Portugal \| UAE Team Emirates \| + 0 s \| \| 9e \| Hugo Hofstetter \| France \| Arkéa-Samsic \| + 0 s \| \| 10e \| Guillaume Martin \| France \| Cofidis \| + 0 s \| |                  |             |                        |                 |
| |                  |             |                        |                 |
| Source : ProCyclingStats |                  |             |                        |                 |
| Classement de l'étape |                  |             |                        |                 |
| Coureur | Coureur          | Pays        | Équipe                 | Temps           |
| 1er | Ethan Vernon     | Royaume-Uni | Quick-Step Alpha Vinyl | 5 h 21 min 17 s |
| 2e | Phil Bauhaus     | Allemagne   | Bahrain Victorious     | + 0 s           |
| 3e | Dorian Godon     | France      | AG2R Citroën Team      | + 0 s           |
| 4e | Guillaume Boivin | Canada      | Israel-Premier Tech    | + 0 s           |
| 5e | Kaden Groves     | Australie   | BikeExchange-Jayco     | + 0 s           |
| 6e | Martin Laas      | Estonie     | Bora-Hansgrohe         | + 0 s           |
| 7e | Manuel Peñalver  | Espagne     | Burgos-BH              | + 0 s           |
| 8e | Ivo Oliveira     | Portugal    | UAE Team Emirates      | + 0 s           |
| 9e | Hugo Hofstetter  | France      | Arkéa-Samsic           | + 0 s           |
| 10e | Guillaume Martin | France      | Cofidis                | + 0 s           |

| \| Classement général \| Classement général \| Classement général \| Classement général \| Classement général \| \| Coureur \| Coureur \| Pays \| Équipe \| Temps \| \| ------------------ \| ------------------ \| ------------------ \| ---------------------- \| ------------------ \| \| 1er \| João Almeida \| Portugal \| UAE Team Emirates \| 22 h 26 min 09 s \| \| 2e \| Nairo Quintana \| Colombie \| Arkéa-Samsic \| + 1 s \| \| 3e \| Sergio Higuita \| Colombie \| Bora-Hansgrohe \| + 7 s \| \| 4e \| Juan Ayuso \| Espagne \| UAE Team Emirates \| + 18 s \| \| 5e \| Wout Poels \| Pays-Bas \| Bahrain Victorious \| + 18 s \| \| 6e \| Ben O'Connor \| Australie \| AG2R Citroën Team \| + 18 s \| \| 7e \| Tobias Johannessen \| Norvège \| Uno-X Pro Cycling Team \| + 21 s \| \| 8e \| Guillaume Martin \| France \| Cofidis \| + 24 s \| \| 9e \| Richard Carapaz \| Équateur \| Ineos Grenadiers \| + 27 s \| \| 10e \| Torstein Træen \| Norvège \| Uno-X Pro Cycling Team \| + 35 s \| |                    |           |                        |                  |
| |                    |           |                        |                  |
| Source : ProCyclingStats |                    |           |                        |                  |
| Classement général |                    |           |                        |                  |
| Coureur | Coureur            | Pays      | Équipe                 | Temps            |
| 1er | João Almeida       | Portugal  | UAE Team Emirates      | 22 h 26 min 09 s |
| 2e | Nairo Quintana     | Colombie  | Arkéa-Samsic           | + 1 s            |
| 3e | Sergio Higuita     | Colombie  | Bora-Hansgrohe         | + 7 s            |
| 4e | Juan Ayuso         | Espagne   | UAE Team Emirates      | + 18 s           |
| 5e | Wout Poels         | Pays-Bas  | Bahrain Victorious     | + 18 s           |
| 6e | Ben O'Connor       | Australie | AG2R Citroën Team      | + 18 s           |
| 7e | Tobias Johannessen | Norvège   | Uno-X Pro Cycling Team | + 21 s           |
| 8e | Guillaume Martin   | France    | Cofidis                | + 24 s           |
| 9e | Richard Carapaz    | Équateur  | Ineos Grenadiers       | + 27 s           |
| 10e | Torstein Træen     | Norvège   | Uno-X Pro Cycling Team | + 35 s           |

### 6eétape
| \| Classement de l'étape \| Classement de l'étape \| Classement de l'étape \| Classement de l'étape \| Classement de l'étape \| \| Coureur \| Coureur \| Pays \| Équipe \| Temps \| \| --------------------- \| --------------------- \| --------------------- \| ---------------------------------- \| --------------------- \| \| 1er \| Richard Carapaz \| Équateur \| Ineos Grenadiers \| + 4 h 09 min 19 s \| \| 2e \| Sergio Higuita \| Colombie \| Bora-Hansgrohe \| + 0 s \| \| 3e \| Kaden Groves \| Australie \| BikeExchange-Jayco \| + 48 s \| \| 4e \| Simone Velasco \| Italie \| Astana Qazaqstan Team \| + 48 s \| \| 5e \| Quentin Pacher \| France \| Groupama-FDJ \| + 48 s \| \| 6e \| Jan Bakelants \| Belgique \| Intermarché-Wanty-Gobert Matériaux \| + 48 s \| \| 7e \| Fernando Barceló \| Espagne \| Caja Rural-Seguros RGA \| + 48 s \| \| 8e \| Dorian Godon \| France \| AG2R Citroën Team \| + 48 s \| \| 9e \| Mattias Skjelmose \| Danemark \| Trek-Segafredo \| + 48 s \| \| 10e \| Henri Vandenabeele \| Belgique \| Team DSM \| + 48 s \| |                    |           |                                    |                   |
| |                    |           |                                    |                   |
| Source : ProCyclingStats |                    |           |                                    |                   |
| Classement de l'étape |                    |           |                                    |                   |
| Coureur | Coureur            | Pays      | Équipe                             | Temps             |
| 1er | Richard Carapaz    | Équateur  | Ineos Grenadiers                   | + 4 h 09 min 19 s |
| 2e | Sergio Higuita     | Colombie  | Bora-Hansgrohe                     | + 0 s             |
| 3e | Kaden Groves       | Australie | BikeExchange-Jayco                 | + 48 s            |
| 4e | Simone Velasco     | Italie    | Astana Qazaqstan Team              | + 48 s            |
| 5e | Quentin Pacher     | France    | Groupama-FDJ                       | + 48 s            |
| 6e | Jan Bakelants      | Belgique  | Intermarché-Wanty-Gobert Matériaux | + 48 s            |
| 7e | Fernando Barceló   | Espagne   | Caja Rural-Seguros RGA             | + 48 s            |
| 8e | Dorian Godon       | France    | AG2R Citroën Team                  | + 48 s            |
| 9e | Mattias Skjelmose  | Danemark  | Trek-Segafredo                     | + 48 s            |
| 10e | Henri Vandenabeele | Belgique  | Team DSM                           | + 48 s            |

| \| Classement général \| Classement général \| Classement général \| Classement général \| Classement général \| \| Coureur \| Coureur \| Pays \| Équipe \| Temps \| \| ------------------ \| ------------------ \| ------------------ \| ---------------------- \| ------------------ \| \| 1er \| Sergio Higuita \| Colombie \| Bora-Hansgrohe \| + 26 h 35 min 24 s \| \| 2e \| Richard Carapaz \| Équateur \| Ineos Grenadiers \| + 16 s \| \| 3e \| João Almeida \| Portugal \| UAE Team Emirates \| + 52 s \| \| 4e \| Nairo Quintana \| Colombie \| Arkéa-Samsic \| + 53 s \| \| 5e \| Juan Ayuso \| Espagne \| UAE Team Emirates \| + 1 min 08 s \| \| 6e \| Wout Poels \| Pays-Bas \| Bahrain Victorious \| + 1 min 10 s \| \| 7e \| Ben O'Connor \| Australie \| AG2R Citroën Team \| + 1 min 10 s \| \| 8e \| Tobias Johannessen \| Norvège \| Uno-X Pro Cycling Team \| + 1 min 13 s \| \| 9e \| Guillaume Martin \| France \| Cofidis \| + 1 min 16 s \| \| 10e \| Torstein Træen \| Norvège \| Uno-X Pro Cycling Team \| + 1 min 27 s \| |                    |           |                        |                    |
| |                    |           |                        |                    |
| Source : ProCyclingStats |                    |           |                        |                    |
| Classement général |                    |           |                        |                    |
| Coureur | Coureur            | Pays      | Équipe                 | Temps              |
| 1er | Sergio Higuita     | Colombie  | Bora-Hansgrohe         | + 26 h 35 min 24 s |
| 2e | Richard Carapaz    | Équateur  | Ineos Grenadiers       | + 16 s             |
| 3e | João Almeida       | Portugal  | UAE Team Emirates      | + 52 s             |
| 4e | Nairo Quintana     | Colombie  | Arkéa-Samsic           | + 53 s             |
| 5e | Juan Ayuso         | Espagne   | UAE Team Emirates      | + 1 min 08 s       |
| 6e | Wout Poels         | Pays-Bas  | Bahrain Victorious     | + 1 min 10 s       |
| 7e | Ben O'Connor       | Australie | AG2R Citroën Team      | + 1 min 10 s       |
| 8e | Tobias Johannessen | Norvège   | Uno-X Pro Cycling Team | + 1 min 13 s       |
| 9e | Guillaume Martin   | France    | Cofidis                | + 1 min 16 s       |
| 10e | Torstein Træen     | Norvège   | Uno-X Pro Cycling Team | + 1 min 27 s       |

### 7eétape
| \| Classement de l'étape \| Classement de l'étape \| Classement de l'étape \| Classement de l'étape \| Classement de l'étape \| \| Coureur \| Coureur \| Pays \| Équipe \| Temps \| \| --------------------- \| --------------------- \| --------------------- \| ---------------------- \| --------------------- \| \| 1er \| Andrea Bagioli \| Italie \| Quick-Step Alpha Vinyl \| 3 h 18 min 09 s \| \| 2e \| Attila Valter \| Hongrie \| Groupama-FDJ \| + 0 s \| \| 3e \| Fernando Barceló \| Espagne \| Caja Rural-Seguros RGA \| + 0 s \| \| 4e \| Juan Ayuso \| Espagne \| UAE Team Emirates \| + 0 s \| \| 5e \| Dylan Teuns \| Belgique \| Bahrain Victorious \| + 0 s \| \| 6e \| Guillaume Martin \| France \| Cofidis \| + 0 s \| \| 7e \| Nairo Quintana \| Colombie \| Arkéa-Samsic \| + 0 s \| \| 8e \| Carlos Verona \| Espagne \| Movistar Team \| + 0 s \| \| 9e \| Sergio Higuita \| Colombie \| Bora-Hansgrohe \| + 0 s \| \| 10e \| Richard Carapaz \| Équateur \| Ineos Grenadiers \| + 0 s \| |                  |          |                        |                 |
| |                  |          |                        |                 |
| Source : ProCyclingStats |                  |          |                        |                 |
| Classement de l'étape |                  |          |                        |                 |
| Coureur | Coureur          | Pays     | Équipe                 | Temps           |
| 1er | Andrea Bagioli   | Italie   | Quick-Step Alpha Vinyl | 3 h 18 min 09 s |
| 2e | Attila Valter    | Hongrie  | Groupama-FDJ           | + 0 s           |
| 3e | Fernando Barceló | Espagne  | Caja Rural-Seguros RGA | + 0 s           |
| 4e | Juan Ayuso       | Espagne  | UAE Team Emirates      | + 0 s           |
| 5e | Dylan Teuns      | Belgique | Bahrain Victorious     | + 0 s           |
| 6e | Guillaume Martin | France   | Cofidis                | + 0 s           |
| 7e | Nairo Quintana   | Colombie | Arkéa-Samsic           | + 0 s           |
| 8e | Carlos Verona    | Espagne  | Movistar Team          | + 0 s           |
| 9e | Sergio Higuita   | Colombie | Bora-Hansgrohe         | + 0 s           |
| 10e | Richard Carapaz  | Équateur | Ineos Grenadiers       | + 0 s           |

## Classements finals

### Classement général final
| \| Classement général \| Classement général \| Classement général \| Classement général \| Classement général \| \| Coureur \| Coureur \| Pays \| Équipe \| Temps \| \| ------------------ \| ------------------ \| ------------------ \| ---------------------- \| ------------------ \| \| 1er \| Sergio Higuita \| Colombie \| Bora-Hansgrohe \| + 29 h 53 min 33 s \| \| 2e \| Richard Carapaz \| Équateur \| Ineos Grenadiers \| + 16 s \| \| 3e \| João Almeida \| Portugal \| UAE Team Emirates \| + 52 s \| \| 4e \| Nairo Quintana \| Colombie \| Arkéa-Samsic \| + 53 s \| \| 5e \| Juan Ayuso \| Espagne \| UAE Team Emirates \| + 1 min 08 s \| \| 6e \| Ben O'Connor \| Australie \| AG2R Citroën Team \| + 1 min 10 s \| \| 7e \| Tobias Johannessen \| Norvège \| Uno-X Pro Cycling Team \| + 1 min 13 s \| \| 8e \| Guillaume Martin \| France \| Cofidis \| + 1 min 16 s \| \| 9e \| Torstein Træen \| Norvège \| Uno-X Pro Cycling Team \| + 1 min 27 s \| \| 10e \| Sam Oomen \| Pays-Bas \| Jumbo-Visma \| + 1 min 55 s \| |                    |           |                        |                    |
| |                    |           |                        |                    |
| Source : ProCyclingStats |                    |           |                        |                    |
| Classement général |                    |           |                        |                    |
| Coureur | Coureur            | Pays      | Équipe                 | Temps              |
| 1er | Sergio Higuita     | Colombie  | Bora-Hansgrohe         | + 29 h 53 min 33 s |
| 2e | Richard Carapaz    | Équateur  | Ineos Grenadiers       | + 16 s             |
| 3e | João Almeida       | Portugal  | UAE Team Emirates      | + 52 s             |
| 4e | Nairo Quintana     | Colombie  | Arkéa-Samsic           | + 53 s             |
| 5e | Juan Ayuso         | Espagne   | UAE Team Emirates      | + 1 min 08 s       |
| 6e | Ben O'Connor       | Australie | AG2R Citroën Team      | + 1 min 10 s       |
| 7e | Tobias Johannessen | Norvège   | Uno-X Pro Cycling Team | + 1 min 13 s       |
| 8e | Guillaume Martin   | France    | Cofidis                | + 1 min 16 s       |
| 9e | Torstein Træen     | Norvège   | Uno-X Pro Cycling Team | + 1 min 27 s       |
| 10e | Sam Oomen          | Pays-Bas  | Jumbo-Visma            | + 1 min 55 s       |

### Classements annexes
| Classement de la montagne | Classement de la montagne | Classement de la montagne | Classement de la montagne | Classement de la montagne |
| Coureur                   | Coureur                   | Pays                      | Équipe                    | Points                    |
| ------------------------- | ------------------------- | ------------------------- | ------------------------- | ------------------------- |
| 1er                       | Sergio Higuita            | Colombie                  | Bora-Hansgrohe            | 28 pts                    |
| 2e                        | Mikel Bizkarra            | Espagne                   | Euskaltel-Euskadi         | 21 pts                    |
| 3e                        | Ander Okamika             | Espagne                   | Burgos-BH                 | 20 pts                    |
| 4e                        | Richard Carapaz           | Équateur                  | Ineos Grenadiers          | 20 pts                    |
| 5e                        | Steven Kruijswijk         | Pays-Bas                  | Jumbo-Visma               | 17 pts                    |
| 6e                        | João Almeida              | Portugal                  | UAE Team Emirates         | 16 pts                    |
| 7e                        | Juan Ayuso                | Espagne                   | UAE Team Emirates         | 16 pts                    |
| 8e                        | Jesús Herrada             | Espagne                   | Cofidis                   | 15 pts                    |
| 9e                        | Nairo Quintana            | Colombie                  | Arkéa-Samsic              | 14 pts                    |
| 10e                       | Quentin Pacher            | France                    | Groupama-FDJ              | 12 pts                    |

| Classement de la montagne | Classement de la montagne | Classement de la montagne | Classement de la montagne | Classement de la montagne |
| Coureur                   | Coureur                   | Pays                      | Équipe                    | Points                    |
| ------------------------- | ------------------------- | ------------------------- | ------------------------- | ------------------------- |
| 1er                       | Sergio Higuita            | Colombie                  | Bora-Hansgrohe            | 28 pts                    |
| 2e                        | Mikel Bizkarra            | Espagne                   | Euskaltel-Euskadi         | 21 pts                    |
| 3e                        | Ander Okamika             | Espagne                   | Burgos-BH                 | 20 pts                    |
| 4e                        | Richard Carapaz           | Équateur                  | Ineos Grenadiers          | 20 pts                    |
| 5e                        | Steven Kruijswijk         | Pays-Bas                  | Jumbo-Visma               | 17 pts                    |
| 6e                        | João Almeida              | Portugal                  | UAE Team Emirates         | 16 pts                    |
| 7e                        | Juan Ayuso                | Espagne                   | UAE Team Emirates         | 16 pts                    |
| 8e                        | Jesús Herrada             | Espagne                   | Cofidis                   | 15 pts                    |
| 9e                        | Nairo Quintana            | Colombie                  | Arkéa-Samsic              | 14 pts                    |
| 10e                       | Quentin Pacher            | France                    | Groupama-FDJ              | 12 pts                    |

| Classement par points | Classement par points | Classement par points | Classement par points  | Classement par points |
| Coureur               | Coureur               | Pays                  | Équipe                 | Points                |
| --------------------- | --------------------- | --------------------- | ---------------------- | --------------------- |
| 1er                   | Kaden Groves          | Australie             | BikeExchange-Jayco     | 17 pts                |
| 2e                    | Richard Carapaz       | Équateur              | Ineos Grenadiers       | 15 pts                |
| 3e                    | Sergio Higuita        | Colombie              | Bora-Hansgrohe         | 15 pts                |
| 4e                    | João Almeida          | Portugal              | UAE Team Emirates      | 11 pts                |
| 5e                    | Ben O'Connor          | Australie             | AG2R Citroën Team      | 10 pts                |
| 6e                    | Andrea Bagioli        | Italie                | Quick-Step Alpha Vinyl | 10 pts                |
| 7e                    | Ethan Vernon          | Royaume-Uni           | Quick-Step Alpha Vinyl | 10 pts                |
| 8e                    | Nairo Quintana        | Colombie              | Arkéa-Samsic           | 10 pts                |
| 9e                    | Juan Ayuso            | Espagne               | UAE Team Emirates      | 8 pts                 |
| 10e                   | Attila Valter         | Hongrie               | Groupama-FDJ           | 6 pts                 |

| Classement par points | Classement par points | Classement par points | Classement par points  | Classement par points |
| Coureur               | Coureur               | Pays                  | Équipe                 | Points                |
| --------------------- | --------------------- | --------------------- | ---------------------- | --------------------- |
| 1er                   | Kaden Groves          | Australie             | BikeExchange-Jayco     | 17 pts                |
| 2e                    | Richard Carapaz       | Équateur              | Ineos Grenadiers       | 15 pts                |
| 3e                    | Sergio Higuita        | Colombie              | Bora-Hansgrohe         | 15 pts                |
| 4e                    | João Almeida          | Portugal              | UAE Team Emirates      | 11 pts                |
| 5e                    | Ben O'Connor          | Australie             | AG2R Citroën Team      | 10 pts                |
| 6e                    | Andrea Bagioli        | Italie                | Quick-Step Alpha Vinyl | 10 pts                |
| 7e                    | Ethan Vernon          | Royaume-Uni           | Quick-Step Alpha Vinyl | 10 pts                |
| 8e                    | Nairo Quintana        | Colombie              | Arkéa-Samsic           | 10 pts                |
| 9e                    | Juan Ayuso            | Espagne               | UAE Team Emirates      | 8 pts                 |
| 10e                   | Attila Valter         | Hongrie               | Groupama-FDJ           | 6 pts                 |

| Classement du meilleur jeune | Classement du meilleur jeune | Classement du meilleur jeune | Classement du meilleur jeune | Classement du meilleur jeune |
| Coureur                      | Coureur                      | Pays                         | Équipe                       | Temps                        |
| ---------------------------- | ---------------------------- | ---------------------------- | ---------------------------- | ---------------------------- |
| 1er                          | Sergio Higuita               | Colombie                     | Bora-Hansgrohe               | 29 h 53 min 33 s             |
| 2e                           | João Almeida                 | Portugal                     | UAE Team Emirates            | + 52 s                       |
| 3e                           | Juan Ayuso                   | Espagne                      | UAE Team Emirates            | + 1 min 08 s                 |
| 4e                           | Tobias Johannessen           | Norvège                      | Uno-X Pro Cycling Team       | + 1 min 13 s                 |
| 5e                           | Carlos Rodríguez             | Espagne                      | Ineos Grenadiers             | + 2 min 50 s                 |
| 6e                           | Mattias Skjelmose            | Danemark                     | Trek-Segafredo               | + 2 min 54 s                 |
| 7e                           | Javier Romo                  | Espagne                      | Astana Qazaqstan Team        | + 12 min 35 s                |
| 8e                           | Attila Valter                | Hongrie                      | Groupama-FDJ                 | + 17 min 35 s                |
| 9e                           | Sylvain Moniquet             | Belgique                     | Lotto-Soudal                 | + 20 min 50 s                |
| 10e                          | Henri Vandenabeele           | Belgique                     | Team DSM                     | + 23 min 52 s                |

| Classement du meilleur jeune | Classement du meilleur jeune | Classement du meilleur jeune | Classement du meilleur jeune | Classement du meilleur jeune |
| Coureur                      | Coureur                      | Pays                         | Équipe                       | Temps                        |
| ---------------------------- | ---------------------------- | ---------------------------- | ---------------------------- | ---------------------------- |
| 1er                          | Sergio Higuita               | Colombie                     | Bora-Hansgrohe               | 29 h 53 min 33 s             |
| 2e                           | João Almeida                 | Portugal                     | UAE Team Emirates            | + 52 s                       |
| 3e                           | Juan Ayuso                   | Espagne                      | UAE Team Emirates            | + 1 min 08 s                 |
| 4e                           | Tobias Johannessen           | Norvège                      | Uno-X Pro Cycling Team       | + 1 min 13 s                 |
| 5e                           | Carlos Rodríguez             | Espagne                      | Ineos Grenadiers             | + 2 min 50 s                 |
| 6e                           | Mattias Skjelmose            | Danemark                     | Trek-Segafredo               | + 2 min 54 s                 |
| 7e                           | Javier Romo                  | Espagne                      | Astana Qazaqstan Team        | + 12 min 35 s                |
| 8e                           | Attila Valter                | Hongrie                      | Groupama-FDJ                 | + 17 min 35 s                |
| 9e                           | Sylvain Moniquet             | Belgique                     | Lotto-Soudal                 | + 20 min 50 s                |
| 10e                          | Henri Vandenabeele           | Belgique                     | Team DSM                     | + 23 min 52 s                |

| Classement par équipes | Classement par équipes             | Classement par équipes | Classement par équipes |
| Équipe                 | Équipe                             | Pays                   | Temps                  |
| ---------------------- | ---------------------------------- | ---------------------- | ---------------------- |
| 1re                    | Bahrain Victorious                 | Bahreïn                | 89 h 46 min 49 s       |
| 2e                     | UAE Team Emirates                  | Émirats arabes unis    | + 6 min 35 s           |
| 3e                     | Groupama-FDJ                       | France                 | + 7 min 18 s           |
| 4e                     | Uno-X Pro Cycling Team             | Norvège                | + 7 min 20 s           |
| 5e                     | Ineos Grenadiers                   | Royaume-Uni            | + 11 min 14 s          |
| 6e                     | Bora-Hansgrohe                     | Allemagne              | + 11 min 15 s          |
| 7e                     | Trek-Segafredo                     | États-Unis             | + 17 min 53 s          |
| 8e                     | Intermarché-Wanty-Gobert Matériaux | Belgique               | + 18 min 00 s          |
| 9e                     | Movistar Team                      | Espagne                | + 24 min 50 s          |
| 10e                    | Jumbo-Visma                        | Pays-Bas               | + 26 min 44 s          |

| Classement par équipes | Classement par équipes             | Classement par équipes | Classement par équipes |
| Équipe                 | Équipe                             | Pays                   | Temps                  |
| ---------------------- | ---------------------------------- | ---------------------- | ---------------------- |
| 1re                    | Bahrain Victorious                 | Bahreïn                | 89 h 46 min 49 s       |
| 2e                     | UAE Team Emirates                  | Émirats arabes unis    | + 6 min 35 s           |
| 3e                     | Groupama-FDJ                       | France                 | + 7 min 18 s           |
| 4e                     | Uno-X Pro Cycling Team             | Norvège                | + 7 min 20 s           |
| 5e                     | Ineos Grenadiers                   | Royaume-Uni            | + 11 min 14 s          |
| 6e                     | Bora-Hansgrohe                     | Allemagne              | + 11 min 15 s          |
| 7e                     | Trek-Segafredo                     | États-Unis             | + 17 min 53 s          |
| 8e                     | Intermarché-Wanty-Gobert Matériaux | Belgique               | + 18 min 00 s          |
| 9e                     | Movistar Team                      | Espagne                | + 24 min 50 s          |
| 10e                    | Jumbo-Visma                        | Pays-Bas               | + 26 min 44 s          |

## Classements UCI
La course attribue des points au Classement mondial UCI 2022 selon le barème suivant :
| Position           | 1er | 2e  | 3e  | 4e  | 5e  | 6e  | 7e  | 8e  | 9e | 10e | 11e | 12e | 13e | 14e | 15e | 16e à 20e | 21e à 30e | 31e à 50e | 51e à 55e | 56e à 60e |
| Classement général | 400 | 320 | 260 | 220 | 180 | 140 | 120 | 100 | 80 | 68  | 56  | 48  | 40  | 32  | 28  | 24        | 16        | 8         | 4         | 2         |
| Par étapes         | 50  | 20  | 8   |     |     |     |     |     |    |     |     |     |     |     |     |           |           |           |           |           |
| Leader             | 8   |     |     |     |     |     |     |     |    |     |     |     |     |     |     |           |           |           |           |           |

## Évolution des classements
| Étape              | Vainqueur          | Classement général      | Classement de la montagne | Classement des sprints  | Classement du meilleur jeune | Classement par équipes |
| ------------------ | ------------------ | ----------------------- | ------------------------- | ----------------------- | ---------------------------- | ---------------------- |
| 1                  | Michael Matthews   | Michael Matthews        | Jonas Iversby Hvideberg   | Michael Matthews        | Jonas Iversby Hvideberg      | Bahrain Victorious     |
| 2                  | Kaden Groves       | Jonas Iversby Hvideberg | Jonas Iversby Hvideberg   | Jonas Iversby Hvideberg | Jonas Iversby Hvideberg      | Bahrain Victorious     |
| 3                  | Ben O'Connor       | Ben O'Connor            | Ander Okamika             | Jonas Iversby Hvideberg | Juan Ayuso                   | UAE Team Emirates      |
| 4                  | João Almeida       | Nairo Quintana          | Mikel Bizkarra            | Jonas Iversby Hvideberg | João Almeida                 | UAE Team Emirates      |
| 5                  | Ethan Vernon       | João Almeida            | Mikel Bizkarra            | Phil Bauhaus            | João Almeida                 | UAE Team Emirates      |
| 6                  | Richard Carapaz    | Sergio Higuita          | Sergio Higuita            | Richard Carapaz         | Sergio Higuita               | Bahrain Victorious     |
| 7                  | Andrea Bagioli     | Sergio Higuita          | Sergio Higuita            | Kaden Groves            | Sergio Higuita               | Bahrain Victorious     |
| Classements finals | Classements finals | Sergio Higuita          | Sergio Higuita            | Kaden Groves            | Sergio Higuita               | Bahrain Victorious     |

## Liste des participants
| Ineos Grenadiers IGD | Ineos Grenadiers IGD       | Ineos Grenadiers IGD |
| -------------------- | -------------------------- | -------------------- |
| Num                  | Coureur                    | Pos                  |
| 1                    | Richie Porte (AUS)         | AB-2                 |
| 2                    | Richard Carapaz (ECU)      | 2e                   |
| 3                    | Michał Kwiatkowski (POL)   | NP-3                 |
| 4                    | Carlos Rodríguez (ESP)     | 15e                  |
| 5                    | Pavel Sivakov (FRA)        | AB-4                 |
| 6                    | Jonathan Castroviejo (ESP) | 43e                  |
| 7                    | Luke Plapp (AUS) (route)   | AB-6                 |

| Quick-Step Alpha Vinyl QST | Quick-Step Alpha Vinyl QST | Quick-Step Alpha Vinyl QST |
| -------------------------- | -------------------------- | -------------------------- |
| Num                        | Coureur                    | Pos                        |
| 11                         | Fausto Masnada (ITA)       | AB-3                       |
| 12                         | Andrea Bagioli (ITA)       | 56e                        |
| 13                         | Ilan Van Wilder (BEL)      | AB-6                       |
| 14                         | Louis Vervaeke (BEL)       | 62e                        |
| 15                         | Ethan Vernon (GBR)         | 92e                        |
| 16                         | Pieter Serry (BEL)         | NP-4                       |
| 17                         | Dries Devenyns (BEL)       | 76e                        |

| Jumbo-Visma TJV | Jumbo-Visma TJV         | Jumbo-Visma TJV |
| --------------- | ----------------------- | --------------- |
| Num             | Coureur                 | Pos             |
| 21              | Rohan Dennis (AUS)      | 54e             |
| 22              | Steven Kruijswijk (NED) | 20e             |
| 23              | Sam Oomen (NED)         | 10e             |
| 25              | Tom Dumoulin (NED)      | AB-3            |
| 26              | David Dekker (NED)      | NP-6            |
| 27              | Robert Gesink (NED)     | 40e             |

| UAE Team Emirates UAD | UAE Team Emirates UAD  | UAE Team Emirates UAD |
| --------------------- | ---------------------- | --------------------- |
| Num                   | Coureur                | Pos                   |
| 31                    | João Almeida (POR)     | 3e                    |
| 32                    | Rui Costa (POR)        | 69e                   |
| 33                    | George Bennett (NZL)   | 42e                   |
| 34                    | Sebastián Molano (COL) | AB-5                  |
| 35                    | Juan Ayuso (ESP)       | 5e                    |
| 36                    | Ivo Oliveira (POR)     | 94e                   |
| 37                    | Marc Soler (ESP)       | AB-7                  |

| Bahrain Victorious TBV | Bahrain Victorious TBV        | Bahrain Victorious TBV |
| ---------------------- | ----------------------------- | ---------------------- |
| Num                    | Coureur                       | Pos                    |
| 41                     | Jack Haig (AUS)               | NP-2                   |
| 42                     | Sonny Colbrelli (ITA) (route) | NP-2                   |
| 43                     | Dylan Teuns (BEL)             | 12e                    |
| 44                     | Wout Poels (NED)              | AB-7                   |
| 45                     | Phil Bauhaus (GER)            | AB-7                   |
| 46                     | Santiago Buitrago (COL)       | 37e                    |
| 47                     | Hermann Pernsteiner (AUT)     | 17e                    |

| Bora-Hansgrohe BOH | Bora-Hansgrohe BOH           | Bora-Hansgrohe BOH |
| ------------------ | ---------------------------- | ------------------ |
| Num                | Coureur                      | Pos                |
| 51                 | Ben Zwiehoff (GER)           | 63e                |
| 53                 | Jai Hindley (AUS)            | 13e                |
| 54                 | Sergio Higuita (COL) (route) | 1er                |
| 55                 | Martin Laas (EST)            | AB-7               |
| 56                 | Anton Palzer (GER)           | 25e                |
| 57                 | Cesare Benedetti (POL)       | NP-4               |

| AG2R Citroën Team ACT | AG2R Citroën Team ACT   | AG2R Citroën Team ACT |
| --------------------- | ----------------------- | --------------------- |
| Num                   | Coureur                 | Pos                   |
| 61                    | Ben O'Connor (AUS)      | 6e                    |
| 62                    | Dorian Godon (FRA)      | 67e                   |
| 63                    | Lawrence Warbasse (USA) | 60e                   |
| 64                    | Clément Berthet (FRA)   | 49e                   |
| 65                    | Mikaël Cherel (FRA)     | 57e                   |
| 66                    | Jaakko Hänninen (FIN)   | 81e                   |
| 67                    | Nans Peters (FRA)       | AB-2                  |

| Groupama-FDJ GFC | Groupama-FDJ GFC            | Groupama-FDJ GFC |
| ---------------- | --------------------------- | ---------------- |
| Num              | Coureur                     | Pos              |
| 71               | Michael Storer (AUS)        | 52e              |
| 72               | Sébastien Reichenbach (SUI) | 14e              |
| 73               | Attila Valter (HUN)         | 26e              |
| 74               | Matteo Badilatti (SUI)      | 66e              |
| 75               | Rudy Molard (FRA)           | AB-7             |
| 76               | Quentin Pacher (FRA)        | 23e              |
| 77               | Bruno Armirail (FRA)        | AB-6             |

| Israel-Premier Tech IPT | Israel-Premier Tech IPT          | Israel-Premier Tech IPT |
| ----------------------- | -------------------------------- | ----------------------- |
| Num                     | Coureur                          | Pos                     |
| 81                      | Michael Woods (CAN)              | NP-6                    |
| 82                      | Alessandro De Marchi (ITA)       | NP-1                    |
| 83                      | Mads Würtz Schmidt (DEN) (route) | 72e                     |
| 84                      | Corbin Strong (NZL)              | NP-4                    |
| 85                      | Daryl Impey (RSA)                | 53e                     |
| 86                      | Simon Clarke (AUS)               | 47e                     |
| 87                      | Guillaume Boivin (CAN) (route)   | AB-6                    |

| Movistar Team MOV | Movistar Team MOV        | Movistar Team MOV |
| ----------------- | ------------------------ | ----------------- |
| Num               | Coureur                  | Pos               |
| 91                | Alejandro Valverde (ESP) | NP-6              |
| 92                | Iván Sosa (COL)          | 41e               |
| 93                | Carlos Verona (ESP)      | 11e               |
| 94                | José Joaquín Rojas (ESP) | NP-4              |
| 95                | Oier Lazkano (ESP)       | 85e               |
| 96                | William Barta (USA)      | 77e               |
| 97                | Albert Torres (ESP)      | AB-5              |

| Trek-Segafredo TFS | Trek-Segafredo TFS            | Trek-Segafredo TFS |
| ------------------ | ----------------------------- | ------------------ |
| Num                | Coureur                       | Pos                |
| 101                | Mattias Skjelmose (DEN)       | 16e                |
| 102                | Antwan Tolhoek (NED)          | 78e                |
| 103                | Giulio Ciccone (ITA)          | 21e                |
| 104                | Juan Pedro López (ESP)        | AB-7               |
| 105                | Amanuel Ghebreigzabhier (ERI) | AB-7               |
| 106                | Dario Cataldo (ITA)           | AB-6               |
| 107                | Marc Brustenga (ESP)          | AB-7               |

| Astana Qazaqstan Team AST | Astana Qazaqstan Team AST   | Astana Qazaqstan Team AST |
| ------------------------- | --------------------------- | ------------------------- |
| Num                       | Coureur                     | Pos                       |
| 111                       | Joe Dombrowski (USA)        | 32e                       |
| 112                       | Simone Velasco (ITA)        | 36e                       |
| 113                       | Javier Romo (ESP)           | 24e                       |
| 114                       | Vadim Pronskiy (KAZ)        | 58e                       |
| 115                       | Sebastián Henao (COL)       | 45e                       |
| 116                       | Aleksandr Riabushenko (BLR) | 91e                       |
| 117                       | Valerio Conti (ITA)         | NP-6                      |

| Intermarché-Wanty-Gobert Matériaux IWG | Intermarché-Wanty-Gobert Matériaux IWG | Intermarché-Wanty-Gobert Matériaux IWG |
| -------------------------------------- | -------------------------------------- | -------------------------------------- |
| Num                                    | Coureur                                | Pos                                    |
| 121                                    | Louis Meintjes (RSA)                   | 46e                                    |
| 122                                    | Simone Petilli (ITA)                   | 31e                                    |
| 123                                    | Jan Hirt (CZE)                         | AB-7                                   |
| 124                                    | Laurens Huys (BEL)                     | 35e                                    |
| 125                                    | Jan Bakelants (BEL)                    | 19e                                    |
| 126                                    | Tom Devriendt (BEL)                    | AB-3                                   |
| 127                                    | Théo Delacroix (FRA)                   | AB-6                                   |

| Cofidis COF | Cofidis COF               | Cofidis COF |
| ----------- | ------------------------- | ----------- |
| Num         | Coureur                   | Pos         |
| 131         | Guillaume Martin (FRA)    | 8e          |
| 132         | Jesús Herrada (ESP)       | 28e         |
| 133         | Pierre-Luc Périchon (FRA) | 84e         |
| 134         | Hugo Toumire (FRA)        | AB-6        |
| 135         | Alexandre Delettre (FRA)  | 93e         |
| 136         | José Herrada (ESP)        | 30e         |
| 137         | Sander Armée (BEL)        | 86e         |

| EF Education-EasyPost EFE | EF Education-EasyPost EFE  | EF Education-EasyPost EFE |
| ------------------------- | -------------------------- | ------------------------- |
| Num                       | Coureur                    | Pos                       |
| 141                       | Diego Camargo (COL)        | 64e                       |
| 142                       | Esteban Chaves (COL)       | 44e                       |
| 143                       | Hugh Carthy (GBR)          | 27e                       |
| 144                       | Odd Christian Eiking (NOR) | NP-6                      |
| 145                       | Merhawi Kudus (ERI)        | 50e                       |
| 146                       | Neilson Powless (USA)      | NP-6                      |
| 147                       | Jonathan Caicedo (ECU)     | AB-7                      |

| Arkéa-Samsic ARK | Arkéa-Samsic ARK        | Arkéa-Samsic ARK |
| ---------------- | ----------------------- | ---------------- |
| Num              | Coureur                 | Pos              |
| 151              | Nairo Quintana (COL)    | 4e               |
| 152              | Élie Gesbert (FRA)      | 68e              |
| 153              | Anthony Delaplace (FRA) | AB-6             |
| 154              | Miguel Flórez (COL)     | AB-6             |
| 155              | Hugo Hofstetter (FRA)   | AB-7             |
| 156              | Winner Anacona (COL)    | 65e              |
| 157              | Łukasz Owsian (POL)     | 39e              |

| Lotto-Soudal LTS | Lotto-Soudal LTS        | Lotto-Soudal LTS |
| ---------------- | ----------------------- | ---------------- |
| Num              | Coureur                 | Pos              |
| 161              | Thomas De Gendt (BEL)   | AB-3             |
| 162              | Harm Vanhoucke (BEL)    | AB-6             |
| 164              | Filippo Conca (ITA)     | AB-6             |
| 165              | Matthew Holmes (GBR)    | NP-5             |
| 166              | Viktor Verschaeve (BEL) | AB-6             |
| 167              | Sylvain Moniquet (BEL)  | 29e              |

| BikeExchange-Jayco BEX | BikeExchange-Jayco BEX        | BikeExchange-Jayco BEX |
| ---------------------- | ----------------------------- | ---------------------- |
| Num                    | Coureur                       | Pos                    |
| 171                    | Simon Yates (GBR)             | NP-4                   |
| 172                    | Michael Matthews (AUS)        | AB-3                   |
| 173                    | Damien Howson (AUS)           | 33e                    |
| 174                    | Kaden Groves (AUS)            | 71e                    |
| 175                    | Michael Hepburn (AUS)         | AB-6                   |
| 176                    | Christopher Juul Jensen (DEN) | 79e                    |
| 177                    | Callum Scotson (AUS)          | 51e                    |

| Team DSM DSM | Team DSM DSM                  | Team DSM DSM |
| ------------ | ----------------------------- | ------------ |
| Num          | Coureur                       | Pos          |
| 181          | Mark Donovan (GBR)            | NP-6         |
| 182          | Casper Pedersen (DEN)         | AB-7         |
| 183          | Romain Combaud (FRA)          | NP-4         |
| 184          | Henri Vandenabeele (BEL)      | 34e          |
| 185          | Marius Mayrhofer (GER)        | AB-3         |
| 186          | Jonas Iversby Hvideberg (NOR) | AB-7         |
| 187          | Marco Brenner (GER)           | AB-4         |

| Equipo Kern Pharma EKP | Equipo Kern Pharma EKP   | Equipo Kern Pharma EKP |
| ---------------------- | ------------------------ | ---------------------- |
| Num                    | Coureur                  | Pos                    |
| 191                    | José Félix Parra (ESP)   | AB-6                   |
| 192                    | Urko Berrade (ESP)       | NP-6                   |
| 193                    | Héctor Carretero (ESP)   | AB-7                   |
| 194                    | Raúl García Pierna (ESP) | 74e                    |
| 195                    | Jaime Castrillo (ESP)    | AB-6                   |
| 196                    | Francisco Galván (ESP)   | 59e                    |
| 197                    | Roger Adrià (ESP)        | 73e                    |

| Uno-X Pro Cycling Team UXT | Uno-X Pro Cycling Team UXT  | Uno-X Pro Cycling Team UXT |
| -------------------------- | --------------------------- | -------------------------- |
| Num                        | Coureur                     | Pos                        |
| 201                        | Tobias Johannessen (NOR)    | 7e                         |
| 202                        | Anthon Charmig (DEN)        | AB-6                       |
| 203                        | Idar Andersen (NOR)         | AB-7                       |
| 204                        | Torstein Træen (NOR)        | 9e                         |
| 205                        | Jonas Gregaard Wilsly (DEN) | 22e                        |
| 206                        | Jacob Hindsgaul (DEN)       | 90e                        |
| 207                        | Torjus Sleen (NOR)          | AB-6                       |

| Caja Rural-Seguros RGA CJR | Caja Rural-Seguros RGA CJR | Caja Rural-Seguros RGA CJR |
| -------------------------- | -------------------------- | -------------------------- |
| Num                        | Coureur                    | Pos                        |
| 211                        | Jhojan García (COL)        | 75e                        |
| 212                        | Michal Schlegel (CZE)      | 88e                        |
| 213                        | Fernando Barceló (ESP)     | 38e                        |
| 214                        | Mikel Nieve (ESP)          | AB-4                       |
| 215                        | Álvaro Cuadros (ESP)       | AB-3                       |
| 216                        | Joel Nicolau (ESP)         | 70e                        |
| 217                        | Eduard Prades (ESP)        | AB-7                       |

| Euskaltel-Euskadi EUS | Euskaltel-Euskadi EUS    | Euskaltel-Euskadi EUS |
| --------------------- | ------------------------ | --------------------- |
| Num                   | Coureur                  | Pos                   |
| 221                   | Mikel Bizkarra (ESP)     | 89e                   |
| 222                   | Luis Ángel Maté (ESP)    | AB-7                  |
| 223                   | Gotzon Martín (ESP)      | 55e                   |
| 224                   | Joan Bou (ESP)           | 80e                   |
| 225                   | Unai Cuadrado (ESP)      | 87e                   |
| 226                   | Carlos Canal (ESP)       | 48e                   |
| 227                   | Antonio Jesús Soto (ESP) | 82e                   |

| Burgos-BH BBH | Burgos-BH BBH         | Burgos-BH BBH |
| ------------- | --------------------- | ------------- |
| Num           | Coureur               | Pos           |
| 231           | Daniel Navarro (ESP)  | 18e           |
| 232           | Óscar Cabedo (ESP)    | AB-6          |
| 233           | Jetse Bol (NED)       | 61e           |
| 234           | Alex Molenaar (NED)   | AB-7          |
| 235           | Adrià Moreno (ESP)    | AB-7          |
| 236           | Ander Okamika (ESP)   | 83e           |
| 237           | Manuel Peñalver (ESP) | AB-7          |

| Ineos Grenadiers IGD | Ineos Grenadiers IGD       | Ineos Grenadiers IGD |
| -------------------- | -------------------------- | -------------------- |
| Num                  | Coureur                    | Pos                  |
| 1                    | Richie Porte (AUS)         | AB-2                 |
| 2                    | Richard Carapaz (ECU)      | 2e                   |
| 3                    | Michał Kwiatkowski (POL)   | NP-3                 |
| 4                    | Carlos Rodríguez (ESP)     | 15e                  |
| 5                    | Pavel Sivakov (FRA)        | AB-4                 |
| 6                    | Jonathan Castroviejo (ESP) | 43e                  |
| 7                    | Luke Plapp (AUS) (route)   | AB-6                 |

| Quick-Step Alpha Vinyl QST | Quick-Step Alpha Vinyl QST | Quick-Step Alpha Vinyl QST |
| -------------------------- | -------------------------- | -------------------------- |
| Num                        | Coureur                    | Pos                        |
| 11                         | Fausto Masnada (ITA)       | AB-3                       |
| 12                         | Andrea Bagioli (ITA)       | 56e                        |
| 13                         | Ilan Van Wilder (BEL)      | AB-6                       |
| 14                         | Louis Vervaeke (BEL)       | 62e                        |
| 15                         | Ethan Vernon (GBR)         | 92e                        |
| 16                         | Pieter Serry (BEL)         | NP-4                       |
| 17                         | Dries Devenyns (BEL)       | 76e                        |

| Jumbo-Visma TJV | Jumbo-Visma TJV         | Jumbo-Visma TJV |
| --------------- | ----------------------- | --------------- |
| Num             | Coureur                 | Pos             |
| 21              | Rohan Dennis (AUS)      | 54e             |
| 22              | Steven Kruijswijk (NED) | 20e             |
| 23              | Sam Oomen (NED)         | 10e             |
| 25              | Tom Dumoulin (NED)      | AB-3            |
| 26              | David Dekker (NED)      | NP-6            |
| 27              | Robert Gesink (NED)     | 40e             |

| UAE Team Emirates UAD | UAE Team Emirates UAD  | UAE Team Emirates UAD |
| --------------------- | ---------------------- | --------------------- |
| Num                   | Coureur                | Pos                   |
| 31                    | João Almeida (POR)     | 3e                    |
| 32                    | Rui Costa (POR)        | 69e                   |
| 33                    | George Bennett (NZL)   | 42e                   |
| 34                    | Sebastián Molano (COL) | AB-5                  |
| 35                    | Juan Ayuso (ESP)       | 5e                    |
| 36                    | Ivo Oliveira (POR)     | 94e                   |
| 37                    | Marc Soler (ESP)       | AB-7                  |

| Bahrain Victorious TBV | Bahrain Victorious TBV        | Bahrain Victorious TBV |
| ---------------------- | ----------------------------- | ---------------------- |
| Num                    | Coureur                       | Pos                    |
| 41                     | Jack Haig (AUS)               | NP-2                   |
| 42                     | Sonny Colbrelli (ITA) (route) | NP-2                   |
| 43                     | Dylan Teuns (BEL)             | 12e                    |
| 44                     | Wout Poels (NED)              | AB-7                   |
| 45                     | Phil Bauhaus (GER)            | AB-7                   |
| 46                     | Santiago Buitrago (COL)       | 37e                    |
| 47                     | Hermann Pernsteiner (AUT)     | 17e                    |

| Bora-Hansgrohe BOH | Bora-Hansgrohe BOH           | Bora-Hansgrohe BOH |
| ------------------ | ---------------------------- | ------------------ |
| Num                | Coureur                      | Pos                |
| 51                 | Ben Zwiehoff (GER)           | 63e                |
| 53                 | Jai Hindley (AUS)            | 13e                |
| 54                 | Sergio Higuita (COL) (route) | 1er                |
| 55                 | Martin Laas (EST)            | AB-7               |
| 56                 | Anton Palzer (GER)           | 25e                |
| 57                 | Cesare Benedetti (POL)       | NP-4               |

| AG2R Citroën Team ACT | AG2R Citroën Team ACT   | AG2R Citroën Team ACT |
| --------------------- | ----------------------- | --------------------- |
| Num                   | Coureur                 | Pos                   |
| 61                    | Ben O'Connor (AUS)      | 6e                    |
| 62                    | Dorian Godon (FRA)      | 67e                   |
| 63                    | Lawrence Warbasse (USA) | 60e                   |
| 64                    | Clément Berthet (FRA)   | 49e                   |
| 65                    | Mikaël Cherel (FRA)     | 57e                   |
| 66                    | Jaakko Hänninen (FIN)   | 81e                   |
| 67                    | Nans Peters (FRA)       | AB-2                  |

| Groupama-FDJ GFC | Groupama-FDJ GFC            | Groupama-FDJ GFC |
| ---------------- | --------------------------- | ---------------- |
| Num              | Coureur                     | Pos              |
| 71               | Michael Storer (AUS)        | 52e              |
| 72               | Sébastien Reichenbach (SUI) | 14e              |
| 73               | Attila Valter (HUN)         | 26e              |
| 74               | Matteo Badilatti (SUI)      | 66e              |
| 75               | Rudy Molard (FRA)           | AB-7             |
| 76               | Quentin Pacher (FRA)        | 23e              |
| 77               | Bruno Armirail (FRA)        | AB-6             |

| Israel-Premier Tech IPT | Israel-Premier Tech IPT          | Israel-Premier Tech IPT |
| ----------------------- | -------------------------------- | ----------------------- |
| Num                     | Coureur                          | Pos                     |
| 81                      | Michael Woods (CAN)              | NP-6                    |
| 82                      | Alessandro De Marchi (ITA)       | NP-1                    |
| 83                      | Mads Würtz Schmidt (DEN) (route) | 72e                     |
| 84                      | Corbin Strong (NZL)              | NP-4                    |
| 85                      | Daryl Impey (RSA)                | 53e                     |
| 86                      | Simon Clarke (AUS)               | 47e                     |
| 87                      | Guillaume Boivin (CAN) (route)   | AB-6                    |

| Movistar Team MOV | Movistar Team MOV        | Movistar Team MOV |
| ----------------- | ------------------------ | ----------------- |
| Num               | Coureur                  | Pos               |
| 91                | Alejandro Valverde (ESP) | NP-6              |
| 92                | Iván Sosa (COL)          | 41e               |
| 93                | Carlos Verona (ESP)      | 11e               |
| 94                | José Joaquín Rojas (ESP) | NP-4              |
| 95                | Oier Lazkano (ESP)       | 85e               |
| 96                | William Barta (USA)      | 77e               |
| 97                | Albert Torres (ESP)      | AB-5              |

| Trek-Segafredo TFS | Trek-Segafredo TFS            | Trek-Segafredo TFS |
| ------------------ | ----------------------------- | ------------------ |
| Num                | Coureur                       | Pos                |
| 101                | Mattias Skjelmose (DEN)       | 16e                |
| 102                | Antwan Tolhoek (NED)          | 78e                |
| 103                | Giulio Ciccone (ITA)          | 21e                |
| 104                | Juan Pedro López (ESP)        | AB-7               |
| 105                | Amanuel Ghebreigzabhier (ERI) | AB-7               |
| 106                | Dario Cataldo (ITA)           | AB-6               |
| 107                | Marc Brustenga (ESP)          | AB-7               |

| Astana Qazaqstan Team AST | Astana Qazaqstan Team AST   | Astana Qazaqstan Team AST |
| ------------------------- | --------------------------- | ------------------------- |
| Num                       | Coureur                     | Pos                       |
| 111                       | Joe Dombrowski (USA)        | 32e                       |
| 112                       | Simone Velasco (ITA)        | 36e                       |
| 113                       | Javier Romo (ESP)           | 24e                       |
| 114                       | Vadim Pronskiy (KAZ)        | 58e                       |
| 115                       | Sebastián Henao (COL)       | 45e                       |
| 116                       | Aleksandr Riabushenko (BLR) | 91e                       |
| 117                       | Valerio Conti (ITA)         | NP-6                      |

| Intermarché-Wanty-Gobert Matériaux IWG | Intermarché-Wanty-Gobert Matériaux IWG | Intermarché-Wanty-Gobert Matériaux IWG |
| -------------------------------------- | -------------------------------------- | -------------------------------------- |
| Num                                    | Coureur                                | Pos                                    |
| 121                                    | Louis Meintjes (RSA)                   | 46e                                    |
| 122                                    | Simone Petilli (ITA)                   | 31e                                    |
| 123                                    | Jan Hirt (CZE)                         | AB-7                                   |
| 124                                    | Laurens Huys (BEL)                     | 35e                                    |
| 125                                    | Jan Bakelants (BEL)                    | 19e                                    |
| 126                                    | Tom Devriendt (BEL)                    | AB-3                                   |
| 127                                    | Théo Delacroix (FRA)                   | AB-6                                   |

| Cofidis COF | Cofidis COF               | Cofidis COF |
| ----------- | ------------------------- | ----------- |
| Num         | Coureur                   | Pos         |
| 131         | Guillaume Martin (FRA)    | 8e          |
| 132         | Jesús Herrada (ESP)       | 28e         |
| 133         | Pierre-Luc Périchon (FRA) | 84e         |
| 134         | Hugo Toumire (FRA)        | AB-6        |
| 135         | Alexandre Delettre (FRA)  | 93e         |
| 136         | José Herrada (ESP)        | 30e         |
| 137         | Sander Armée (BEL)        | 86e         |

| EF Education-EasyPost EFE | EF Education-EasyPost EFE  | EF Education-EasyPost EFE |
| ------------------------- | -------------------------- | ------------------------- |
| Num                       | Coureur                    | Pos                       |
| 141                       | Diego Camargo (COL)        | 64e                       |
| 142                       | Esteban Chaves (COL)       | 44e                       |
| 143                       | Hugh Carthy (GBR)          | 27e                       |
| 144                       | Odd Christian Eiking (NOR) | NP-6                      |
| 145                       | Merhawi Kudus (ERI)        | 50e                       |
| 146                       | Neilson Powless (USA)      | NP-6                      |
| 147                       | Jonathan Caicedo (ECU)     | AB-7                      |

| Arkéa-Samsic ARK | Arkéa-Samsic ARK        | Arkéa-Samsic ARK |
| ---------------- | ----------------------- | ---------------- |
| Num              | Coureur                 | Pos              |
| 151              | Nairo Quintana (COL)    | 4e               |
| 152              | Élie Gesbert (FRA)      | 68e              |
| 153              | Anthony Delaplace (FRA) | AB-6             |
| 154              | Miguel Flórez (COL)     | AB-6             |
| 155              | Hugo Hofstetter (FRA)   | AB-7             |
| 156              | Winner Anacona (COL)    | 65e              |
| 157              | Łukasz Owsian (POL)     | 39e              |

| Lotto-Soudal LTS | Lotto-Soudal LTS        | Lotto-Soudal LTS |
| ---------------- | ----------------------- | ---------------- |
| Num              | Coureur                 | Pos              |
| 161              | Thomas De Gendt (BEL)   | AB-3             |
| 162              | Harm Vanhoucke (BEL)    | AB-6             |
| 164              | Filippo Conca (ITA)     | AB-6             |
| 165              | Matthew Holmes (GBR)    | NP-5             |
| 166              | Viktor Verschaeve (BEL) | AB-6             |
| 167              | Sylvain Moniquet (BEL)  | 29e              |

| BikeExchange-Jayco BEX | BikeExchange-Jayco BEX        | BikeExchange-Jayco BEX |
| ---------------------- | ----------------------------- | ---------------------- |
| Num                    | Coureur                       | Pos                    |
| 171                    | Simon Yates (GBR)             | NP-4                   |
| 172                    | Michael Matthews (AUS)        | AB-3                   |
| 173                    | Damien Howson (AUS)           | 33e                    |
| 174                    | Kaden Groves (AUS)            | 71e                    |
| 175                    | Michael Hepburn (AUS)         | AB-6                   |
| 176                    | Christopher Juul Jensen (DEN) | 79e                    |
| 177                    | Callum Scotson (AUS)          | 51e                    |

| Team DSM DSM | Team DSM DSM                  | Team DSM DSM |
| ------------ | ----------------------------- | ------------ |
| Num          | Coureur                       | Pos          |
| 181          | Mark Donovan (GBR)            | NP-6         |
| 182          | Casper Pedersen (DEN)         | AB-7         |
| 183          | Romain Combaud (FRA)          | NP-4         |
| 184          | Henri Vandenabeele (BEL)      | 34e          |
| 185          | Marius Mayrhofer (GER)        | AB-3         |
| 186          | Jonas Iversby Hvideberg (NOR) | AB-7         |
| 187          | Marco Brenner (GER)           | AB-4         |

| Equipo Kern Pharma EKP | Equipo Kern Pharma EKP   | Equipo Kern Pharma EKP |
| ---------------------- | ------------------------ | ---------------------- |
| Num                    | Coureur                  | Pos                    |
| 191                    | José Félix Parra (ESP)   | AB-6                   |
| 192                    | Urko Berrade (ESP)       | NP-6                   |
| 193                    | Héctor Carretero (ESP)   | AB-7                   |
| 194                    | Raúl García Pierna (ESP) | 74e                    |
| 195                    | Jaime Castrillo (ESP)    | AB-6                   |
| 196                    | Francisco Galván (ESP)   | 59e                    |
| 197                    | Roger Adrià (ESP)        | 73e                    |

| Uno-X Pro Cycling Team UXT | Uno-X Pro Cycling Team UXT  | Uno-X Pro Cycling Team UXT |
| -------------------------- | --------------------------- | -------------------------- |
| Num                        | Coureur                     | Pos                        |
| 201                        | Tobias Johannessen (NOR)    | 7e                         |
| 202                        | Anthon Charmig (DEN)        | AB-6                       |
| 203                        | Idar Andersen (NOR)         | AB-7                       |
| 204                        | Torstein Træen (NOR)        | 9e                         |
| 205                        | Jonas Gregaard Wilsly (DEN) | 22e                        |
| 206                        | Jacob Hindsgaul (DEN)       | 90e                        |
| 207                        | Torjus Sleen (NOR)          | AB-6                       |

| Caja Rural-Seguros RGA CJR | Caja Rural-Seguros RGA CJR | Caja Rural-Seguros RGA CJR |
| -------------------------- | -------------------------- | -------------------------- |
| Num                        | Coureur                    | Pos                        |
| 211                        | Jhojan García (COL)        | 75e                        |
| 212                        | Michal Schlegel (CZE)      | 88e                        |
| 213                        | Fernando Barceló (ESP)     | 38e                        |
| 214                        | Mikel Nieve (ESP)          | AB-4                       |
| 215                        | Álvaro Cuadros (ESP)       | AB-3                       |
| 216                        | Joel Nicolau (ESP)         | 70e                        |
| 217                        | Eduard Prades (ESP)        | AB-7                       |

| Euskaltel-Euskadi EUS | Euskaltel-Euskadi EUS    | Euskaltel-Euskadi EUS |
| --------------------- | ------------------------ | --------------------- |
| Num                   | Coureur                  | Pos                   |
| 221                   | Mikel Bizkarra (ESP)     | 89e                   |
| 222                   | Luis Ángel Maté (ESP)    | AB-7                  |
| 223                   | Gotzon Martín (ESP)      | 55e                   |
| 224                   | Joan Bou (ESP)           | 80e                   |
| 225                   | Unai Cuadrado (ESP)      | 87e                   |
| 226                   | Carlos Canal (ESP)       | 48e                   |
| 227                   | Antonio Jesús Soto (ESP) | 82e                   |

| Burgos-BH BBH | Burgos-BH BBH         | Burgos-BH BBH |
| ------------- | --------------------- | ------------- |
| Num           | Coureur               | Pos           |
| 231           | Daniel Navarro (ESP)  | 18e           |
| 232           | Óscar Cabedo (ESP)    | AB-6          |
| 233           | Jetse Bol (NED)       | 61e           |
| 234           | Alex Molenaar (NED)   | AB-7          |
| 235           | Adrià Moreno (ESP)    | AB-7          |
| 236           | Ander Okamika (ESP)   | 83e           |
| 237           | Manuel Peñalver (ESP) | AB-7          |